# Diocle (personaggio omerico)
Diocle (in greco antico: Διοκλῆς), figlio di Ortiloco, nipote di Alfeo, signore di Fere, località della Messenia.
I suoi figli, Cretone e Orsiloco, andarono con lui alla spedizione di Troia.

## Testi
Ricordato in:
1) Odissea, 3, 488-490:
- ...ες Φηράς δ'ίκοντο Διοκλήος ποτί δώμα,
- υιέος Ορτιλόχοιο, τόν Αλφειός τέκε παίδα,
- ένθα δέ νυκτ'άεσαν, ό δ'άρα ξεινήια δώκεν....
- ...e giunsero a Fere, a casa di Dìocle,
- figlio d'Ortìloco, che l'Alfèo generò.
- qui dormirono la notte, che diede loro accoglienza. (versione di Rosa Calzecchi Onesti)

2) Iliade, 5, 541-544:
- ....Ένθ' αύτ' Αινείας Δαναών έλεν άνδρας αρίστους,
- υίε Διοκλήος, Κρήτωνά τε Ορσίλοχόν τε,
- τών ρα πατήρ μέν έναιεν ευκτιμένη ενί Φηρή,
- αφνειός βιότοιο....
- ...Ma allora anche Enea uccise fortissimi eroi dei Danai,
- i due figlioli di Dìocle, Orsìloco e Crètone;
- il padre loro viveva in Fere ben costruita,
- abbondante di beni....   (versione di Rosa Calzecchi Onesti)